# Estação Chamartín
A estação de Chamartín é um nodo de transporte da cidade de Madrid, o segundo mais importante da capital de Espanha, com serviços de comboios nacionais, Cercanías e Metro, situado na rua Agustín de Foxa.
Chama-se assim porque está localizada no distrito de Chamartín.

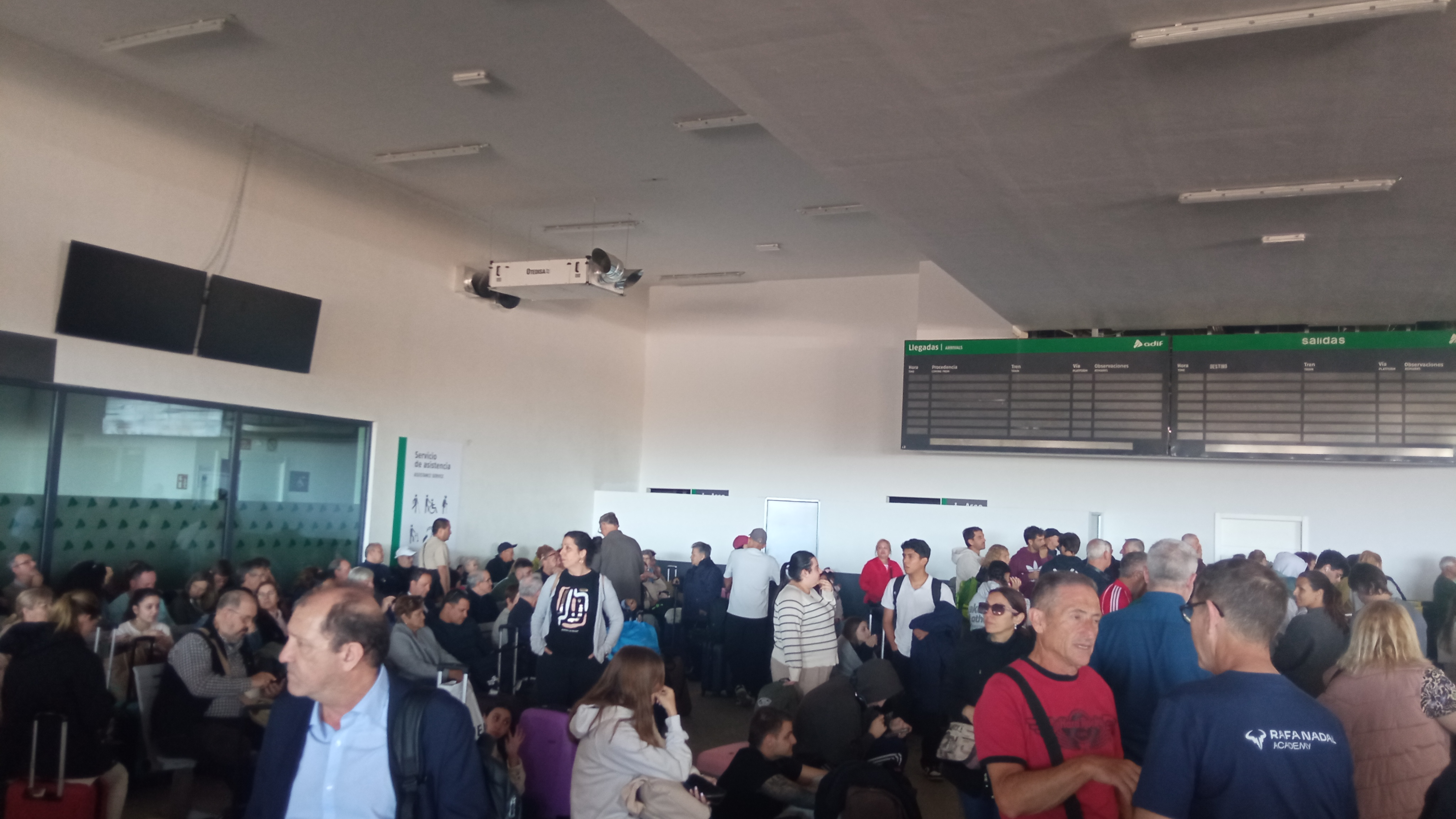
Átrio da alta velocidade
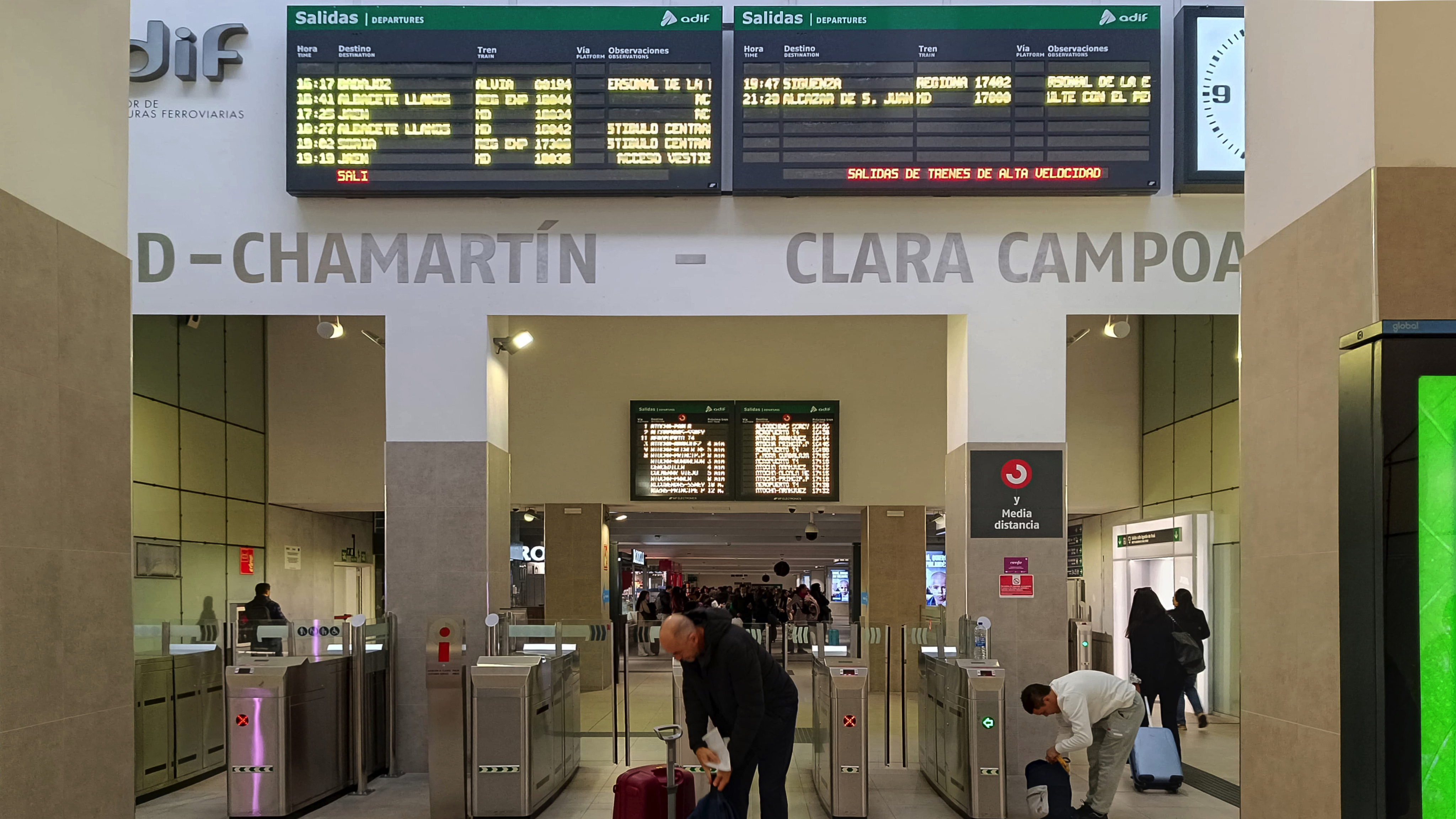
Novo átrio subterrâneo
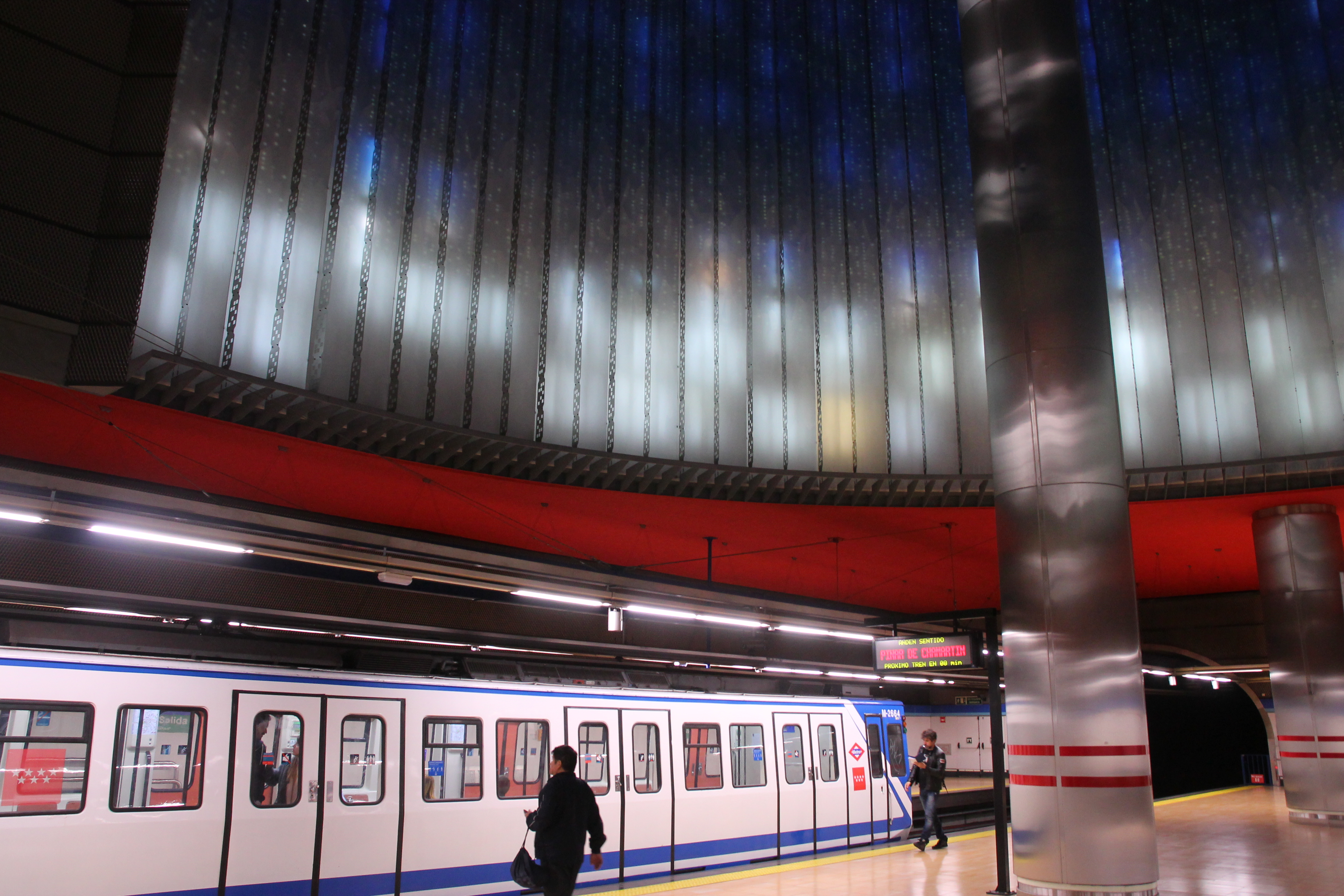
Estação de Metro

## Comboios nacionais e Cercanías
A estação de Madrid-Chamartín-Clara Campoamor, é a segunda estação ferroviária mais importante da cidade de Madrid. Tem serviço de ligação a alta velocidade com Valhadolide, Múrcia, Valência e Alicante, entre outras cidades.
A estação é referida como Chamartín-Clara Campoamor na rede de Cercanías Madrid, o serviço ferroviário metropolitano da Comunidade de Madrid. Todas as linhas efetuam paragem nesta estação, à exceção da C-5 e C-9. Funciona entre as 05:00 AM e as 12:00 PM. O serviço Cercanías Madrid, da Renfe, garante deslocações dentro da cidade de Madrid (zona 0) e para as principais localidades situadas nas zonas próximas como Fuenlabrada, Alcobendas, San Sebastián de los Reyes, Alcalá de Henares, Guadalaxara, Aranjuez, El Escorial, Villalba de Guadarrama, Parla e Móstoles. Também possibilita a conexão entre as principais estações de Madrid (Atocha, Chamartín e Príncipe Pío).

## Metro
Chamartín é o nome da estação da linha 10 e da linha 1 do Metro de Madrid. Foi construída abaixo da estação ferroviária de mesmo nome.